# Murvai László
Murvai László (Szatmárnémeti, 1942. augusztus 11.) erdélyi magyar pedagógiai író, irodalomtörténész, Murvai Olga férje.

## Élete
Szülővárosa Kölcsey Ferenc Gimnáziumában érettségizett 1959-ben, a Babeș–Bolyai Tudományegyetemen magyar nyelv és irodalom szakos tanári diplomát szerzett (1965). Pedagógiai pályáját Ákoson és Óváriban kezdte (1965–71). 1971 és 1972 között Szatmár megyei tanfelügyelő volt, majd 1972-től az Oktatásügyi Minisztérium nemzetiségi osztályán tanfelügyelőként illetve főtanfelügyelőként munkálkodott. Bárd Oszkárról írott monográfiájával doktorált 1984-ben.
Első írását a Tanügyi Újság közölte (1967). Oktatáspolitikai és irodalomtörténeti írásai jelentek meg A Hét, Igaz Szó, Korunk, Utunk hasábjain. A NyIrK-ben Bárd Oszkárról, a lapszerkesztőről ír (1982/1), s Dsida Jenő Bárd Oszkárhoz intézett leveleit adja közre (1984/1). Társadalom és iskola című munkájában megfelelő hangsúlyt kap az anyanyelvi oktatás.
1990 óta is jelentkezik a Közoktatás és A Hét hasábjain, a Romániai Magyar Szóban pedig A magyar kisebbség oktatásképe az 1991/1992-es Fehér Könyvben (1992. december 31.) című bírálatában marasztalja el a román Külügyminisztérium egy propagandakiadványának a valóságot elfedő ellentmondásait.

## Művei
- Nemzetiségi oktatás Romániában (hatnyelvű kiadás társszerkesztésben, 1982)
- Társadalom és iskola. Cikkek és tanulmányok; Politikai, Bukarest, 1983
- Bárd Oszkár irodalmi munkássága; Universitatea, Cluj-Napoca [Kolozsvár], 1984
- Fekete fehér könyv; Stúdium, Kolozsvár, 1996
- Bárd Oszkár. Monográfia; Kriterion, Bukarest–Kolozsvár, 1998
- A számok hermeneutikája. A romániai magyar oktatás tíz éve, 1990-2000; A Magyar Nyelv és Kultúra Nemzetközi Társasága–Anyanyelvi Konferencia, Bp., 2000 (Nyelv és lélek könyvek)
- Oktatásunk háza táján, 2006–2013; Magister, Csíkszereda, 2014